# Пенко (Чиле)
Пенко (шп. Penco) је општина у Чилеу. По подацима са пописа из 2002. године број становника у месту је био 45.361.

## Демографија
| 2002.  |
| ------ |
| 45,361 |